# Argentina na Letních olympijských hrách 1952
Argentina se účastnila Letní olympiády 1952 ve finských Helsinkách v 15 sportech. Zastupovalo ji 123 sportovců (115 mužů a 8 žen).

## Medailové pozice
| Medaile | Jméno                              | Sport     | Disciplína                    |
| ------- | ---------------------------------- | --------- | ----------------------------- |
| Zlato   | Tranquilo Capozzo Eduardo Guerrero | Veslování | dvojskif                      |
| Stříbro | Reinaldo Gorno                     | Atletika  | Muži maraton                  |
| Stříbro | Antonio Pacenza                    | Box       | váha polotěžká                |
| Bronz   | Eladio Herrera                     | Box       | muži váha lehkotěžká do 71 kg |
| Bronz   | Humberto Selvetti                  | Vzpírání  | těžká váha +90 kg             |